# Bacólod
Bacólod es una ciudad costera de la isla de Negros, en la provincia de Negros Occidental en Filipinas. Es la ciudad más poblada de la provincia con una población de 511 820 habitantes censados, según datos del 2010. Se la conoce como La Ciudad de las Sonrisas.
Bacólod es una de las ciudades más urbanizadas del área de Bisayas en Filipinas. Se convirtió en ciudad en 18 de junio de 1938.
La ciudad tiene una extensión de 156.1 kilómetros cuadrados. En 1970, tenía una población de 187 000 hab. La mayor parte de la gente habla ilongo y el resto habla cebuano.
Limita al norte con Talísay, al este con el municipio de Murcia, al oeste con la ciudad de Bago y al oeste por el islote de Guimarás.
Bacólod tiene el mayor puerto marítimo y dispone de ferrys a la ciudad de Iloílo. Bacólod está a 20 horas de Manila en barco y a 7 horas de la ciudad Cebú en barco. El Aeródromo de Bacólod se encuentra a 4 kilómetros del centro de la ciudad. Bacólod está a 50 minutos de Manila y a 30 minutos de Cebú, en avioneta respectivamente.
Bacólod es la ciudad más limpia y saludable de las Filipinas. Sirve de entrada a las ciudades ricas en azúcar y localidades de la provincia. Existen gran cantidad de servicios para el turista y medios de transporte terrestres modernos que pueden llevar a turistas y hombres de negocios a cualquier punto de la isla de Negros. Además de las cañas de azúcar, cultivan cocos y arroz, y se dedican a la artesanía y pesca.
El clima en Bacólod es normalmente agradable. La estación seca dura de diciembre a mayo mientras que la estación lluviosa, como en otras partes de Filipinas, es de junio a noviembre. La temperatura media es de 26 grados Celsius (80 grados Fahrenheit).

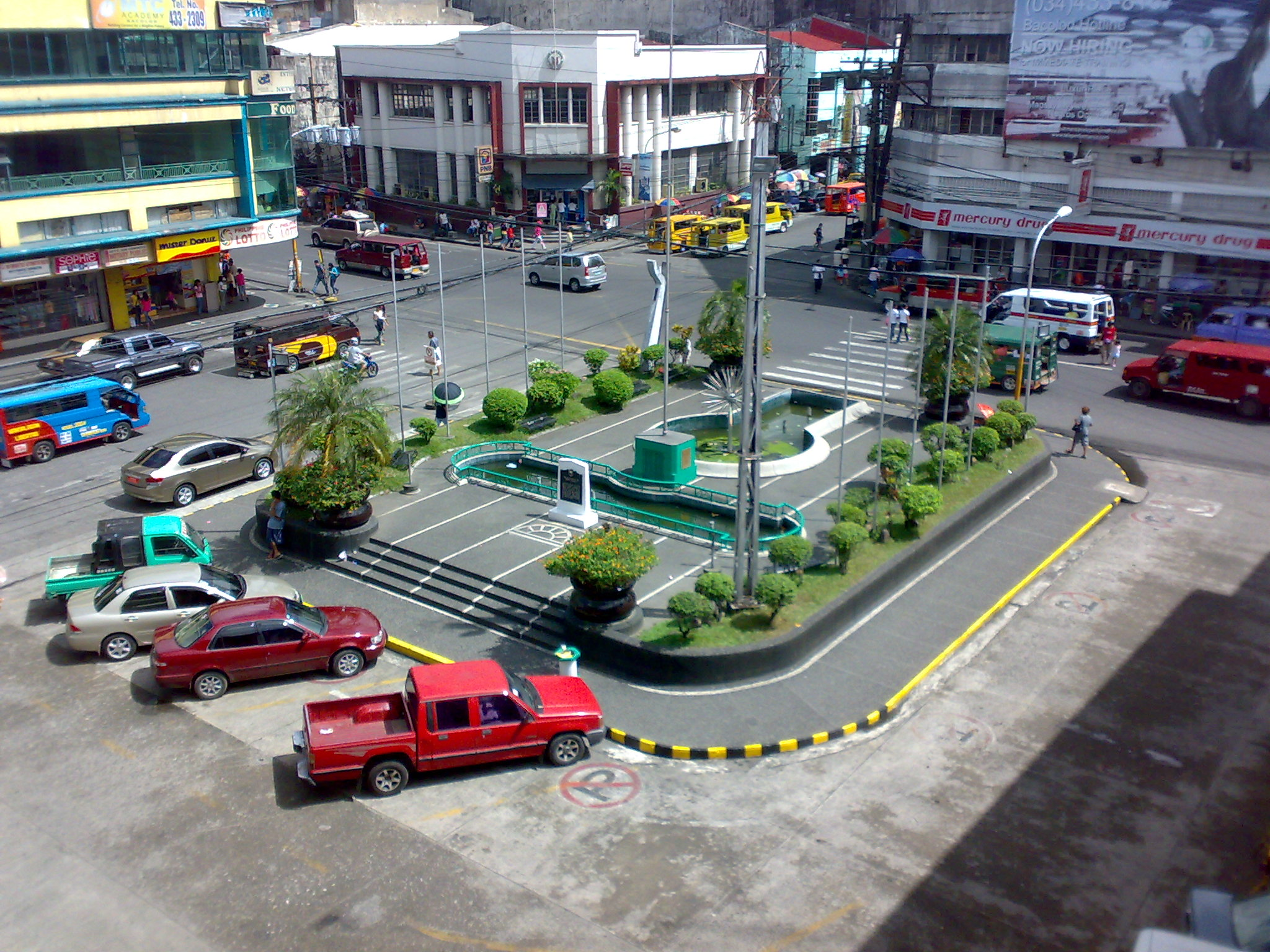
Fuente de la Justicia.

## Historia
Bacólod deriva de la palabra "bakolod" en ilongo que significa "cerro". El primer asentamiento se hizo en 1770 en los alrededores de un cerro, que ahora es el distrito de Granada y antigua sede de la Bacólod Murcia Milling Company. 
Debido a las incursiones de los musulmanes en 1787, Bacólod se trasladó a línea de playa. El antiguo emplazamiento se llamó "Da-an Banwa", que significa "ciudad antigua".
En 1894, por orden del gobernador general Clavería, por medio del gobernador de la Isla de Negros Manuel Valdeviseo Morquecho, Bacólod se convirtió en la capital de la provincia de Negros. Bernardino de los Santos fue el primer gobernadorcillo y Fray Julián Gonzaga el primer párroco.

### República Cantonal de Negros
El éxito de la revolución en Bacólod se atribuyó a la baja moral del destacamento local español por su derrota en Panay y Luzón y a la guerra psicológica de los generales Aniceto Lacson y Juan Araneta. En 1897, hubo una batalla en el río Matab-ang. Un año más tarde, en 5 de noviembre de 1898, los revolucionarios negrenses, armados con cuchillos, machetes, lanzas y trabucos tomaron el convento donde se encontraban el coronel De Castro y Cisneros, cazadores fuertemente armados y un grupo de guardias civiles. Dos días después, los dirigentes de las hordas revolucionarias se reunieron para establecer una Junta Revolucionaria y confirmar la elección de Aniceto Lacson como presidente, Juan Araneta como delegado de defensa, así como otros oficiales.
En marzo de 1899, las fuerzas estadounidenses guiadas por el coronel James G. Smith ocuparon Bacólod, la capital revolucionaria de la República Provisional de Negros.
Bacólod fue ocupada por las fuerzas japonesas en 20 de mayo de 1942, en plena Segunda Guerra Mundial. Tres años después, fue liberada por las fuerzas estadounidenses en 29 de mayo de 1945.

### Actividad deportiva
La ciudad de Bacólod ha albergado el Centennial Palarong Pambansa 1998 y 2000, el Batang Pinoy y la edición de los 23.os Juegos Asiáticos de Sudeste del 20 de noviembre al 4 de diciembre de 2005. El 9 de febrero de 2011, el Estadía Panaad en ciudad alojada una tramo de 2012 AFC Challenge Cup qualification, donde ganaron resulta 2-0, pabor para Filipinas.

## Barangayes
La ciudad de Bacólod está administrativamente subdividida en 61 barangayes.
| - Alangilan - Alijis - Banago - Barangay 1 (Pob.) - Barangay 2 (Pob.) - Barangay 3 (Pob.) - Barangay 4 (Pob.) - Barangay 5 (Pob.) - Barangay 6 (Pob.) - Barangay 7 (Pob.) - Barangay 8 (Pob.) - Barangay 9 (Pob.) - Barangay 10 (Pob.) - Barangay 11 (Pob.) - Barangay 12 (Pob.) - Barangay 13 (Pob.) - Barangay 14 (Pob.) - Barangay 15 (Pob.) - Barangay 16 (Pob.) - Barangay 17 (Pob.) - Barangay 18 (Pob.) | - Barangay 19 (Pob.) - Barangay 20 (Pob.) - Barangay 21 (Pob.) - Barangay 22 (Pob.) - Barangay 23 (Pob.) - Barangay 24 (Pob.) - Barangay 25 (Pob.) - Barangay 26 (Pob.) - Barangay 27 (Pob.) - Barangay 28 (Pob.) - Barangay 29 (Pob.) - Barangay 30 (Pob.) - Barangay 31 (Pob.) - Barangay 32 (Pob.) - Barangay 33 (Pob.) - Barangay 34 (Pob.) - Barangay 35 (Pob.) - Barangay 36 (Pob.) - Barangay 37 (Pob.) - Barangay 38 (Pob.) | - Barangay 39 (Pob.) - Barangay 40 (Pob.) - Barangay 41 (Pob.) - Bata - Cabug - Estefania - Felisa - Granada - Mandalagan - Mansilingan - Montevista - Pahanocoy - Punta Taytay - Singcang-Airport - Sum-ag - Taculing - Tangub - Villamonte - Vista Alegre - Handumanan |

## Ciudades hermanadas
| - Andong, Gyeongsang del Norte, Corea del Sur. - Butuan, Filipinas. - Cagayán de Oro, Filipinas. - Distrito de Seo, Gyeongsang del Norte, Corea del Sur. - Iloílo, Filipinas. - Kamloops, Columbia Británica, Canadá. - Long Beach, California, Estados Unidos. - Legazpi, Filipinas. - Mandaue, Filipinas. - Mariquina, Filipinas. - Naga, Filipinas. - Parañaque, Filipinas. - Singaraja, Bali, Indonesia. - Tagaytay, Filipinas. | - Taguig, Filipinas. |